# Imogen Poots
Imogen Gay Poots, född 3 juni 1989 i London i Storbritannien, är en brittisk skådespelare.

## Biografi

### Uppväxt
Imogen Poots föddes på Queen Charlotte's and Chelsea-sjukhuset i Hammersmith i London. Hon är dotter till Trevor Poots, en TV-producent från Belfast och Fiona Goodall, en journalist och voluntärarbetare från Bolton. Hon har även en äldre bror. Familjen bodde i Chiswick i västra London där Poots gick på privat flickskola. På lördagar gick hon på en lokal improvisationsteater och deltog i workshops. Hon ville ursprungligen bli veterinär men under en praktik svimmade hon när hon såg blod under en operation och gav upp. Med höga betyg från skolan fick hon en plats på konstskolan Courtauld Institute of Art 2008 men bestämde sig för att inte börja eftersom hon hade börjat få roller i filmer.

### Karriär
Poots första roll var i ett av avsnitt av BBC långköraren Casualty (2004). Hennes filmdebut blev som statist i V för Vendetta (2006). När hon var 17 år fick hon, trots att hon var okänd och saknade formell skådespelarutbildning, en ganska stor roll i skräckfilmen 28 veckor senare (2008). Filmen blev hennes genombrott och ledde till roller i Cracks (2009) och Centurion (2010). Hon fick sedan sin första huvudroll i tonårsfilmen Fright Night (2011).
År 2011 blev hon utvald av modehuset Chloé att vara med i en kampanj fotograferad av Inez van Lamsweerde och Vinoodh Matadin. 2012 ville även Sofia Coppola ha med henne i sin reklamkampanj hon skulle göra åt Marni och H&M. Samma år spelade hon mot Catherine Keener och Philip Seymour Hoffman i filmen A Late Quartet och också i filmen Greetings from Tim Buckley. Hon porträtterade fotomodellen Linda Keith i den biografiska filmen om Jimi Hendrix i Jimi: All Is By My Side (2013). Hon hade sedan även biroller i filmer som Need for Speed (2014), She's Funny That Way (2014), Knight of Cups (2015) och Green Room (2015) men även en roll i TV-serien Roadies (2016).
Potts spelade 2017 i två pjäser på West End: Vem är rädd för Virginia Woolf? och Belleville där hon i den sistnämnda medverkade tillsammans med James Norton. Hon syntes bredvid Jesse Eisenberg i skräckfilmen Vivarium (2019) och porträtterade rebellen Rose Dugdale i Baltimore (2023).

## Privatliv
Poots var i ett förhållande med skådespelaren James Norton från 2018, de förlovade sig 2022 men separerade 2024.

## Filmografi i urval

### Film
| År   | Titel                              | Roll               | Notering       |
| ---- | ---------------------------------- | ------------------ | -------------- |
| 2005 | V för Vendetta                     | Unge Valerie Page  |                |
| 2007 | 28 veckor senare                   | Tammy Harris       |                |
| 2007 | Wish                               | Jane               | Kortfilm       |
| 2008 | Me and Orson Welles                | Lorelei Lathrop    |                |
| 2008 | Jane Austens ånger                 | Fanny Austen-Knigh | TV-film        |
| 2009 | Cracks                             | Poppy              |                |
| 2009 | Walking Madison                    | Alexis             |                |
| 2009 | Solitary Man                       | Allyson Karsh      |                |
| 2010 | Centurion                          | Arianne            |                |
| 2010 | Christopher and His Kind           | Jean Ross          | TV-film        |
| 2010 | Chatroom                           | Eva                |                |
| 2011 | Jane Eyre                          | Blanche Ingram     |                |
| 2011 | Fright Night                       | Amy Peterson       |                |
| 2011 | Comes a Bright Day                 | Mary Bright        |                |
| 2012 | A Late Quartet                     | Alexandra Gelbart  |                |
| 2012 | Greetings from Tim Buckley         | Allie              |                |
| 2013 | Jimi: All Is by My Side            | Linda Keith        |                |
| 2013 | Filth                              | Amanda Drummond    |                |
| 2013 | The Look of Love                   | Debbie Raymond     |                |
| 2014 | That Awkward Moment                | Ellie Andrews      |                |
| 2014 | A Long Way Down                    | Jess Crichton      |                |
| 2014 | Need for Speed                     | Julia Maddon       |                |
| 2014 | She's Funny That Way               | Isabella Patterson |                |
| 2015 | Knight of Cups                     | Della              |                |
| 2015 | Green Room                         | Amber              |                |
| 2015 | A Country Called Home              | Ellie              |                |
| 2016 | Frank & Lola                       | Lola               |                |
| 2016 | Popstar: Never Stop Never Stopping | Ashley Wednesday   |                |
| 2016 | Das Versprechen                    | Elizabeth Haysom   | Röstroll       |
| 2017 | Sweet Virginia                     | Lila               |                |
| 2017 | Mobile Homes                       | Ali                |                |
| 2017 | I Kill Giants                      | Karen              |                |
| 2018 | Age Out                            | Joan               |                |
| 2019 | The Art of Self-Defense            | Anna               |                |
| 2019 | Vivarium                           | Gemma              | Även producent |
| 2019 | Castle in the Ground               | Ana                |                |
| 2019 | Black Christmas                    | Riley Stone        |                |
| 2020 | The Father                         | Laura              |                |
| 2020 | French Exit                        | Susan              |                |
| 2023 | Baltimore                          | Rose Dugdale       |                |
| 2023 | The Teacher                        | Lisa               |                |
| TBA  | Hedda                              |                    | Kommande       |

### TV
| År        | Titel                    | Roll            | Notering              |
| --------- | ------------------------ | --------------- | --------------------- |
| 2004      | Casualty                 | Alice Thornton  | Avsnitt: "Love Bites" |
| 2010      | Bouquet of Barbed Wire   | Prue Sorenson   | 3 avsnitt             |
| 2016      | Roadies                  | Kelly Ann Mason | 10 avsnitt            |
| 2020      | I Know This Much Is True | Joy Hanks       | 3 avsnitt             |
| 2022-2024 | Outer Range              | Autumn Rivers   | 14 avsnitt            |

### Teater
| År   | Titel                           | Roll  | Teater                        |
| ---- | ------------------------------- | ----- | ----------------------------- |
| 2017 | Vem är rädd för Virginia Woolf? | Honey | Harold Pinter Theatre, London |
| 2017 | Belleville                      | Abby  | Donmar Warehouse, London      |